# زیلیز
زیلیز (به مجاری: Ziliz) روستاییست در شهرستان بورشود-آبااوی-زمپلن در کشور مجارستان. جمعیت این روستا در ۲۰۰۹، ۳۶۹ نفر بوده‌است.